# 財政健全化団体
財政健全化団体（ざいせいけんぜんかだんたい）とは、地方公共団体の財政の健全化に関する法律に基づき財政健全化計画を策定した地方公共団体のこと。計画の策定は、財政の健全化判断比率が早期健全化基準以上の団体に義務づけられる。財政がさらに悪化し財政再生基準以上である場合は財政再生団体となる。

## 早期健全化基準
4つの財政指標のうちいずれか1つ以上が下記の基準に達している場合、自主的かつ計画的に財政健全化を図るため財政健全化計画を策定することが義務づけられている。
- 実質赤字比率
  - 都道府県 - 3.75% (ただし都については特別区に関連した補正が加えられる）
  - 市町村・特別区 - 財政規模に応じ11.25 - 15%
- 連結実質赤字比率 - 実質赤字比率の基準に5ポイントを加えたもの
- 実質公債費比率 - 25%
- 将来負担比率
  - 都道府県及び政令市 - 400%
  - 市町村・特別区 - 350%

## 財政健全化計画
前年度決算の内容が上記の早期健全化基準に達している場合には、その年度内に地方公共団体の長が財政健全化計画を作成し、議会の議決を経て定めなければならない。内容は財政指標悪化の要因分析から始まり、それぞれの財政指標を改善するための方策と見込みを、期間を定め年度ごとに計画するものである。

## 事例
2023年末の時点で、財政健全化団体は存在しない。

### 過去の事例
- 北海道 - 歌志内市（平成21年度）、江差町（平成21年度〜平成22年度）、由仁町（平成21年度〜平成22年度）、浜頓別町（平成21年度）、中頓別町（平成21年度〜平成22年度）、利尻町（平成21年度）、洞爺湖町（平成21年度〜平成23年度）
- 青森県 - 大鰐町（平成21年度〜平成27年度）
- 山形県 - 新庄市（平成21年度）
- 福島県 - 双葉町（平成21年度〜平成22年度）
- 群馬県 - 嬬恋村（平成21年度）
- 長野県 - 王滝村（平成21年度）
- 兵庫県 - 香美町（平成21年度）
- 大阪府 - 泉佐野市（平成21年度〜平成24年度）
- 奈良県 - 上牧町（平成21年度〜平成22年度）、御所市（平成21年度〜平成23年度）
- 鳥取県 - 日野町（平成21年度〜平成22年度）
- 高知県 - 安芸市（平成21年度）
- 沖縄県 - 伊平屋村（平成21年度〜平成22年度）、座間味村（平成21年度〜平成23年度）、伊是名村（平成21年度〜平成23年度）